# Verónica Cuadrado
Verónica María Cuadrado Dehesa (Santander, Cantabria, el 8 de marzo de 1979), conocida como Verónica Cuadrado, es una exjugadora  española de balonmano y entrenadora de balonmano.
Fue internacional absoluta con la selección española, con la que logró la medalla de bronce en los Juegos Olímpicos de Londres 2012 y en el Campeonato Mundial Femenino de Balonmano de 2011, además de una plata en el Campeonato Europeo de 2008. Con la selección también ha disputado otros Campeonatos del Mundo y de Europa, siendo la sexta jugadora con más internacionalidades en la historia de la selección con 175 encuentros.
Ganó con el Balonmano Sagunto la Liga española en la temporada 2004-05 y la Copa de la Reina en la 2007-08, además de una Supercopa de España y dos Copas ABF. Tras fichar por el Randers HK en 2011 y ganar la Liga danesa de balonmano se fue al KIF Vejen. Actualmente pertenece al cuerpo técnico de la Federación Española de Balonmano y desempeña el cargo de entrenadora de la selección nacional júnior femenina.

## Trayectoria

### Inicios

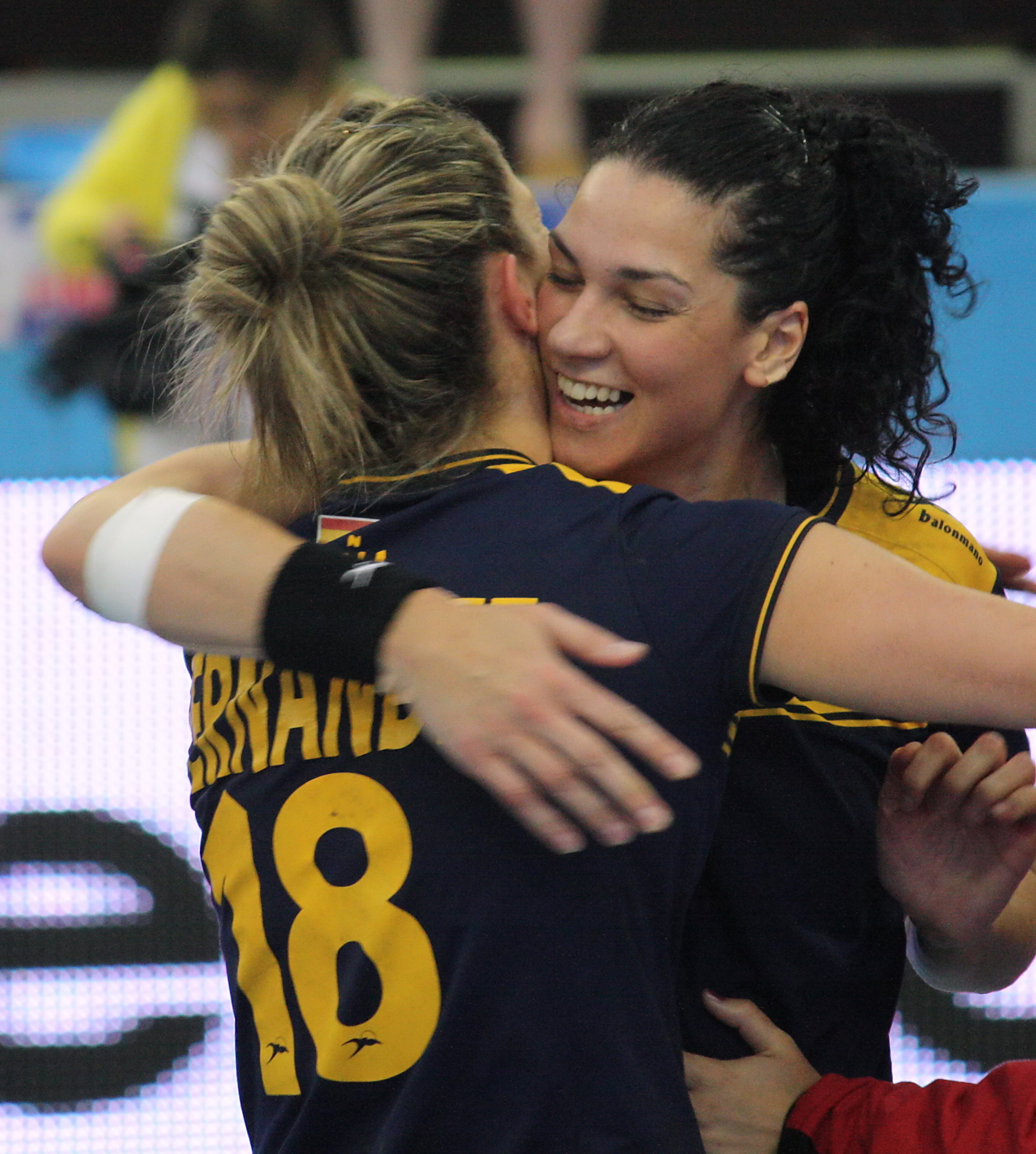
Verónica en el torneo celebrado en España, del 25 al 27 de mayo de 2012, clasificatorio para los Juegos Olímpicos de Londres 2012.

Comenzó jugando con el Erandio 2000, en la temporada 1996-97, con apenas dieciocho años. De aquí pasó al Caja Cantabria las dos siguientes temporadas. En 1997 logró con el Caja Cantabria Universidad Clubasa el Campeonato de España Juvenil Femenino, y junto a sus compañeras Marta Rada y Patricia Cuesta se proclamaron campeonas de Europa por primera y única vez con la selección española juvenil femenina. En su primera temporada con el equipo, disputaron la liga por evitar el descenso de División de Honor y quedaron en primer lugar. Al año siguiente volvieron a disputar la liga por evitar el descenso, y nuevamente se salvaron siendo quintas.

### Bera Bera
Fichó a finales de 1999 por el Balonmano Bera Bera, y disputó la liga por el título, quedando finalmente en quinto lugar. En la Copa ABF fueron cuartas. En el año 2000/01 volvieron a ser quintas en la disputa por el título de liga. También participó en la Copa EHF, llegando a la tercera ronda. También disputó la misma competición al año siguiente, y avanzó una ronda más, cayendo ante el TV Giessen Luetzellinden. Nuevamente disputaron esta temporada la liga por adjudicarse el título, pero en esta ocasión fueron cuartas clasificadas.

### Itxako
Después de su estancia en San Sebastián pasó a formar parte de la Sociedad Deportiva Itxako, donde disputó en la temporada 2003/04 la Copa EHF, en la que fueron eliminadas en octavos de final. Por su parte en la liga fueron cuartas el primer año, y quintas el segundo año de su estancia. Disputó en la temporada 2003/04 la Copa ABF, siendo su equipo el organizador del evento. Sin embargo no pudieron ganar la final ante el BM. El Osito L'Eliana.

### Sagunto
En la temporada 2004/05 fichó por el Astroc Sagunto, con el que ganó la Liga en su primer año, y además disputó la final de la Copa de la Reina, que perdió frente al Elda Prestigio. Disputaron la Copa ABF, pero tras ganar un partido y perder otro, no pasaron a la final. Fueron eliminadas de la Liga de campeones en la liguilla, y pasaron a disputar la Recopa de Europa, en la cual llegaron hasta los cuartos de final, cayendo frente al Koprivnica croata. En la siguiente temporada hubo varias bajas importantes, pero consiguieron alcanzar las semifinales de la Liga de campeones, en las que fueron eliminadas por el potente Viborg danés, que se proclamó finalmente campeón de la competición. En la Liga fueron segundas y en la Copa de la Reina disputada en León fueron derrotadas por el Akaba Bera Bera de San Sebastián en semifinales. También disputaron a principio de la temporada la Supercopa de España, y ganaron al Orsan Elda Prestigio por 30-32.
Al comienzo de la temporada 2006/07 perdieron la final de la Copa ABF en León contra el equipo anfitrión por 25-26. Posteriormente cayeron en la Liga de Campeones ante el potente equipo danés Aalborg DH, debiendo disputar la Copa EHF, de la que también fue eliminado en octavos por el subcampeón, el Ikast Bording. En la Copa de la Reina disputada en La Eliana (Valencia) fue semifinalista, perdiendo ante el Cementos La Unión Ribarroja. En la Liga fueron finalmente segundas. Tras perder al principal patrocinador, su equipo comenzó la temporada 2007/2008 con el nombre de Balonmano Sagunto, hasta que comenzó el nuevo patrocinador, Parc Sagunt. Esta temporada fueron eliminadas de la Liga de Campeones en la primera ronda y tuvieron que disputar la Copa EHF, en la que llegaron a dieciseisavos de final. Sin embargo ganaron la Copa ABF, y la Copa de la Reina, la primera ante el Cementos La Unión Ribarroja y la Copa ante el Bera Bera.
En la temporada 2008/09 ganaron una nueva Copa ABF, fueron subcampeonas de la Supercopa de España, y consiguieron mantenerse en la parte alta de la clasificación para disputar competiciones europeas. También disputaron la Recopa de Europa y llegaron hasta octavos de final. En la siguiente temporada disputaron la Liga de Campeones, pero fueron eliminadas en la liguilla. Así pasaron a disputar la Copa EHF, pero fueron eliminadas nuevamente, en esta ocasión en cuarta ronda. En la temporada 2010/11 el conjunto saguntino perdió su patrocinador y se pasó a llamar BM. Mar Sagunto. Llegaron hasta cuartos de la Copa EHF, gracias en cierta manera a los 48 goles que marcó Verónica, y terminaron la temporada de Liga nuevamente en puestos de acceso a competición europea.

### Dinamarca
Para la temporada 2011/12 fichó por el Randers HK danés y ganó para su equipo la primera Liga de su historia. Disputó también la Copa de Europa, pero fueron eliminadas en la fase de grupos a pesar de los 23 goles anotados por Verónica. Tuvieron que disputar los dieciseisavos de final de la Recopa de Europa ante el Zvezda Zvenigorod y perdieron. Al año siguiente fichó por el KIF Vejen del mismo país.

## Selección nacional

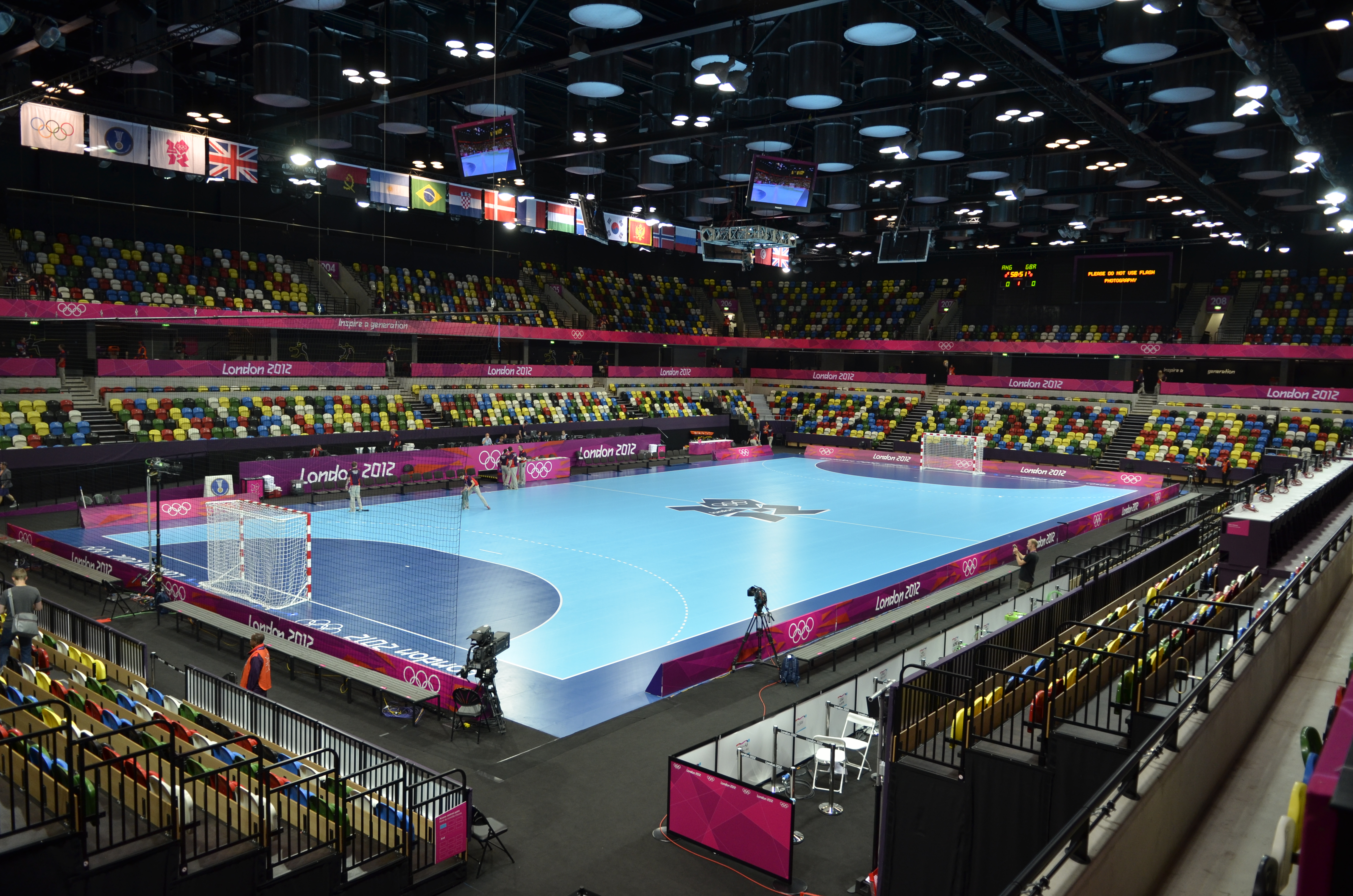
Copper Box, sede de la fase de grupos de los Juegos Olímpicos de Londres 2012.

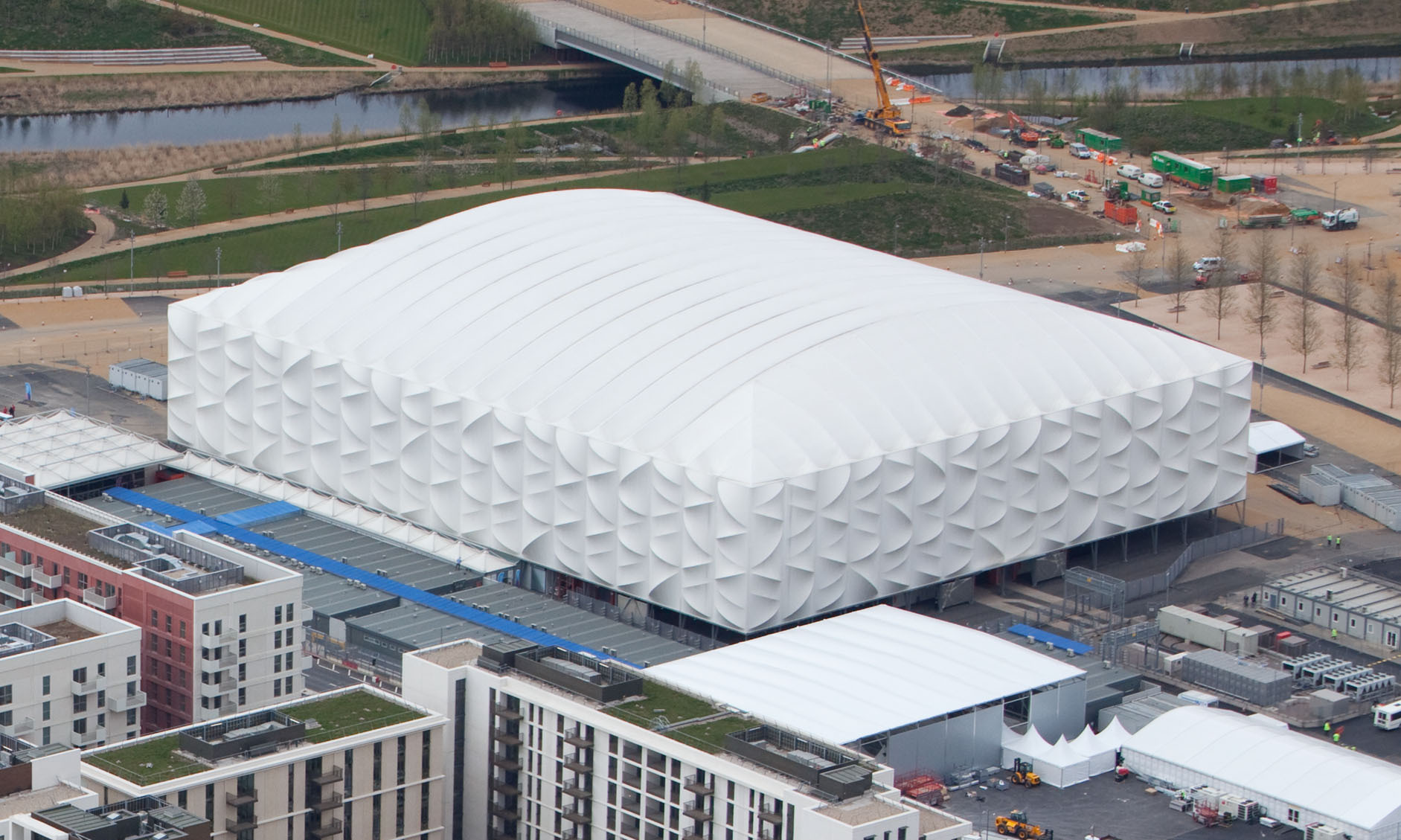
Basketball Arena, sede de las semifinales y finales.

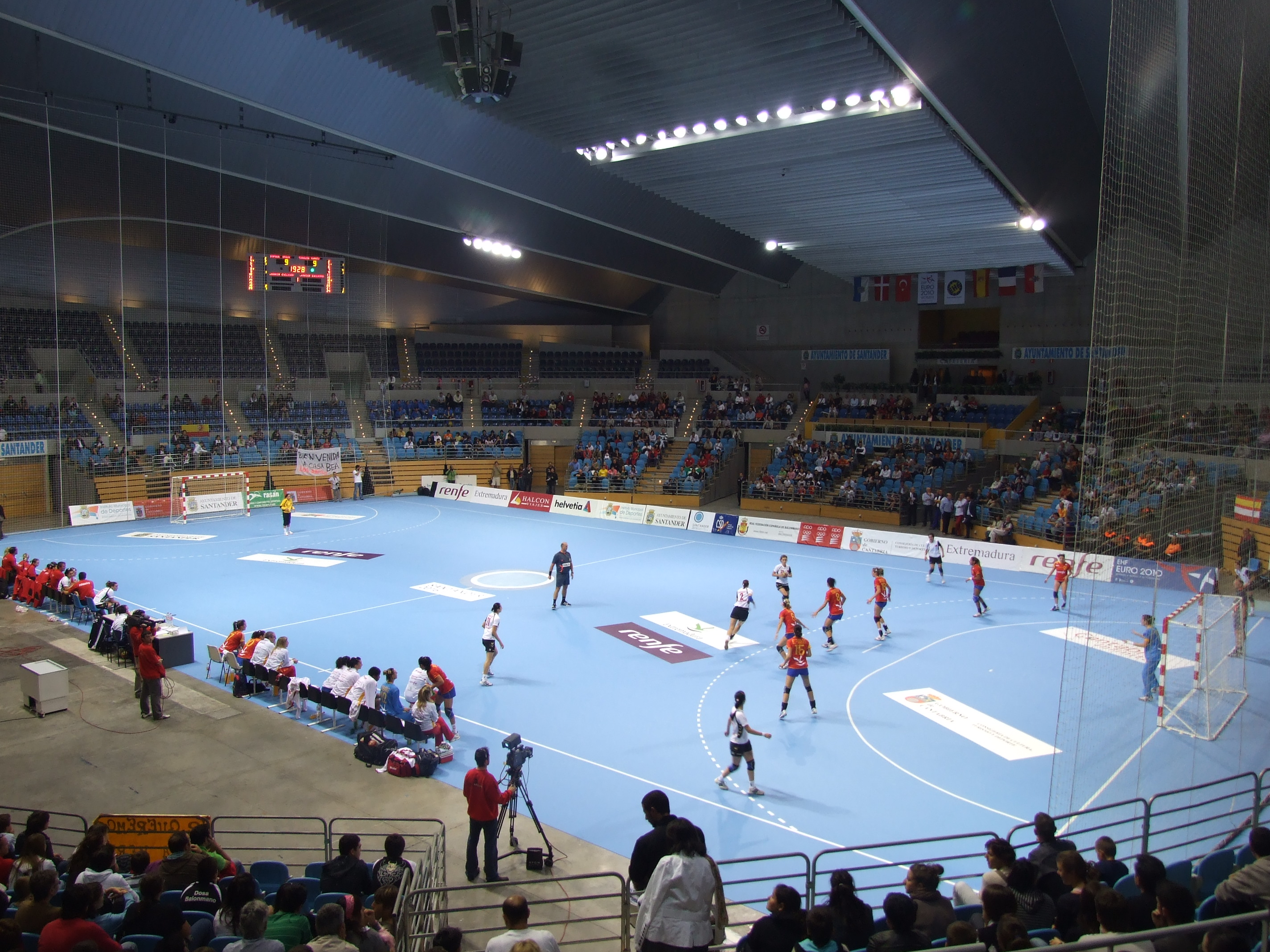
Partido ante Turquía en Santander (2009).

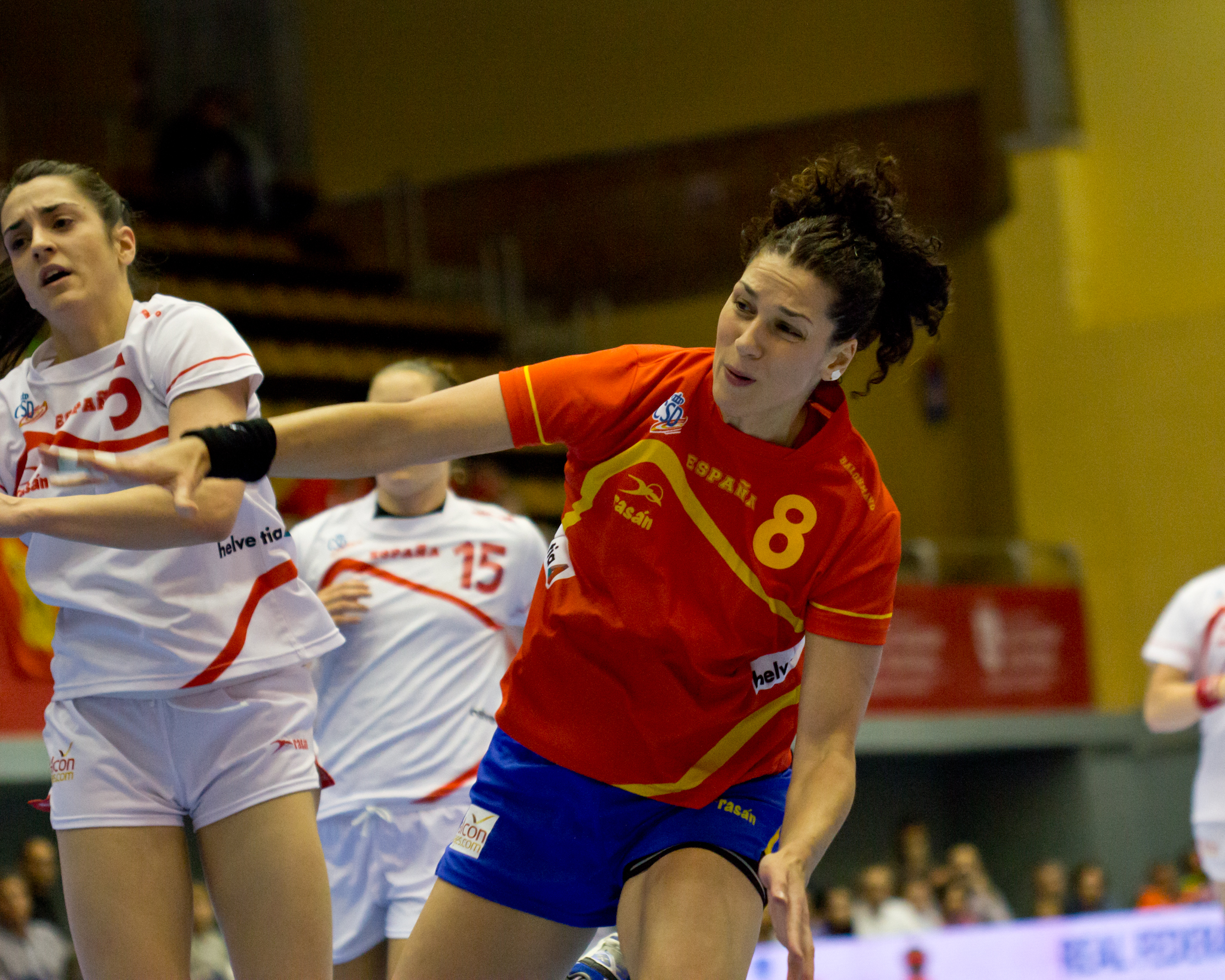
Verónica en la Jornada de las Estrellas de Balonmano 2013.

Ha sido internacional con la Selección femenina de balonmano de España en 175 ocasiones y ha anotado 222 goles. De esa manera es la sexta jugadora con más internacionalidades en la historia de la selección. También ha disputado 28 partidos con la selección nacional junior, con la que ha marcado 130 goles. Con la selección juvenil disputó 27 encuentros en los que anotó 38 goles y se proclamó Campeona de Europa por primera y única vez para la selección nacional.
En 2003 disputó el Campeonato Mundial Femenino de Balonmano de 2003 celebrado en Croacia. En la primera fase fueron segundas de grupo detrás de Francia, que ganó todos sus encuentros. En la segunda fase ganaron a Austria en el primer partido, y empataron contra Rusia, lo que facilitó mucho las opciones de medalla. Sin embargo, en el último partido del grupo perdieron ante Corea del Sur y perdieron la oportunidad de entrar en las semifinales. Para terminar el campeonato había que determinar las posiciones y las plazas para acudir a los Juegos Olímpicos, lo que consiguieron tras vencer a Noruega por 27-26 y terminar en quinto lugar.
En el Campeonato Europeo de Balonmano Femenino de 2008 comenzaron empatando dos partidos, ante Noruega y ante Ucrania, pero pasaron como segundas de grupo tras las noruegas. En la segunda ronda, sin embargo, ganaron a Rumanía y Hungría, y perdieron ante Dinamarca, consiguiendo pasar a las semifinales ante Alemania. Fue un partido difícil pero vencieron por 32-29, aunque perdieron la final ante las favoritas, las noruegas, que solo habían cedido un empate ante las españolas en toda la competición.
En 2009 participó en el Campeonato Mundial Femenino de Balonmano de 2009 disputado en China. En la primera fase fueron primeras de grupo venciendo todos sus encuentros. En la siguiente ronda empataron ante Hungría, ganaron a Rumanía y fueron derrotadas por Noruega. Pasaron como segundas de grupo tras Noruega, y se enfrentaron en las semifinales ante Francia que las venció por 27-23. En la lucha por el bronce se volvieron a enfrentar a Noruega y fueron derrotadas por 26-31.
En el Campeonato Europeo de Balonmano Femenino de 2010 comenzaron perdiendo ante Rumanía. Después ganaron a Serbia, pero volvieron a perder, esta vez ante Dinamarca, terminando la primera fase como terceras de grupo. En la segunda fase consiguieron ganar a Rusia, pero perdieron los otros dos partidos, siendo eliminadas y terminando finalmente undécimas.
En 2011 fue convocada para disputar el Campeonato Mundial Femenino de Balonmano de 2011 celebrado en Brasil. En la fase de grupos fueron segundas tras el equipo nacional de Rusia, que ganó todos sus partidos. En la siguiente fase vencieron a Montenegro por 23-19, y en los cuartos de final a Brasil por 27-26. Sin embargo, en las semifinales se enfrentaron a la futura campeona, Noruega, contra la que fueron derrotadas por 30-22. En la lucha por la medalla de bronce se enfrentaron a Dinamarca, y vencieron por 18-24.
En 2012 fue seleccionada para formar parte del equipo nacional en el torneo celebrado en España que daba acceso a dos plazas para acudir a los Juegos Olímpicos de Londres 2012. España obtuvo una plaza y la otra fue para Croacia. También fue seleccionada para los Juegos Olímpicos, donde fueron terceras en el grupo B, tras Francia y Corea del Sur. Se enfrentaron en los cuartos de final a Croacia y ganaron por 25-22, clasificándose para las semifinales ante Montenegro, que había dado la sorpresa al eliminar a unas de las favoritas, Francia. El partido fue muy igualado, pero finalmente ganó Montenegro por 27-26. Sin embargo quedaba el partido por el bronce, que enfrentaba al equipo español contra las coreanas nuevamente. En la liga previa habían ganado las coreanas por 27-31, pero en esta ocasión se impusieron las españolas por 29-31.
En el Campeonato Europeo de Balonmano Femenino de 2012 celebrado a finales de año en Serbia, disputó 5 de los 6 encuentros, y consiguieron pasar a la segunda liguilla, aunque en ella fueron últimas.

### Participaciones en Juegos Olímpicos
| Mundial                          | Sede        | Resultado | Partidos | Goles |
| -------------------------------- | ----------- | --------- | -------- | ----- |
| Juegos Olímpicos de Londres 2012 | Reino Unido | Bronce    | 8        | 13    |

### Participaciones en Copas del Mundo
| Mundial                                          | Sede    | Resultado     | Partidos | Goles |
| ------------------------------------------------ | ------- | ------------- | -------- | ----- |
| Campeonato Mundial Femenino de Balonmano de 2003 | Croacia | Quinto puesto | 11       |       |
| Campeonato Mundial Femenino de Balonmano de 2009 | China   | Cuarto puesto | 10       | 8     |
| Campeonato Mundial Femenino de Balonmano de 2011 | Brasil  | Tercer puesto | 9        | 14    |

### Participaciones en Campeonatos de Europa
| Mundial                                          | Sede                | Resultado     | Partidos | Goles |
| ------------------------------------------------ | ------------------- | ------------- | -------- | ----- |
| Campeonato Europeo de Balonmano Femenino de 2004 | Hungría             | Octavo puesto | 7        |       |
| Campeonato Europeo de Balonmano Femenino de 2008 | Macedonia           | Subcampeona   | 10       | 12    |
| Campeonato Europeo de Balonmano Femenino de 2010 | Dinamarca y Noruega | Segunda fase  | 6        | 12    |
| Campeonato Europeo de Balonmano Femenino de 2012 | Serbia              | Segunda fase  | 5        | 4     |

## Estadísticas

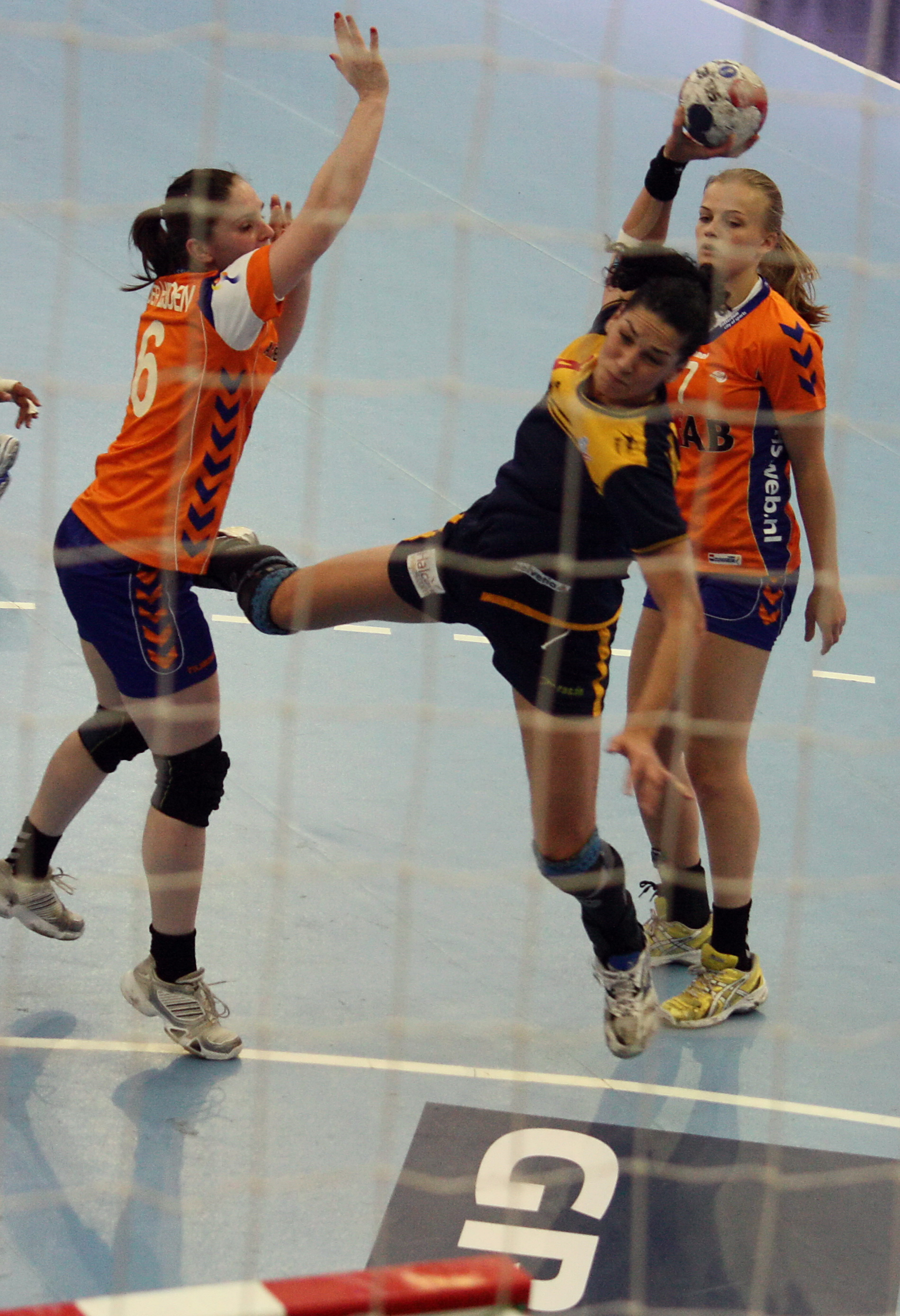
Verónica con España en el Torneo Preolímpico.

### Clubes
| Club                      | País      | Año     |
| ------------------------- | --------- | ------- |
| Erandio 2000              | España    | 1996-97 |
| Caja Cantabria            | España    | 1997-99 |
| Bera Bera                 | España    | 1999-02 |
| Sociedad Deportiva Itxako | España    | 2002-04 |
| Balonmano Sagunto         | España    | 2004-11 |
| Randers HK                | Dinamarca | 2011-12 |
| KIF Vejen                 | Dinamarca | 2012-13 |

## Palmarés

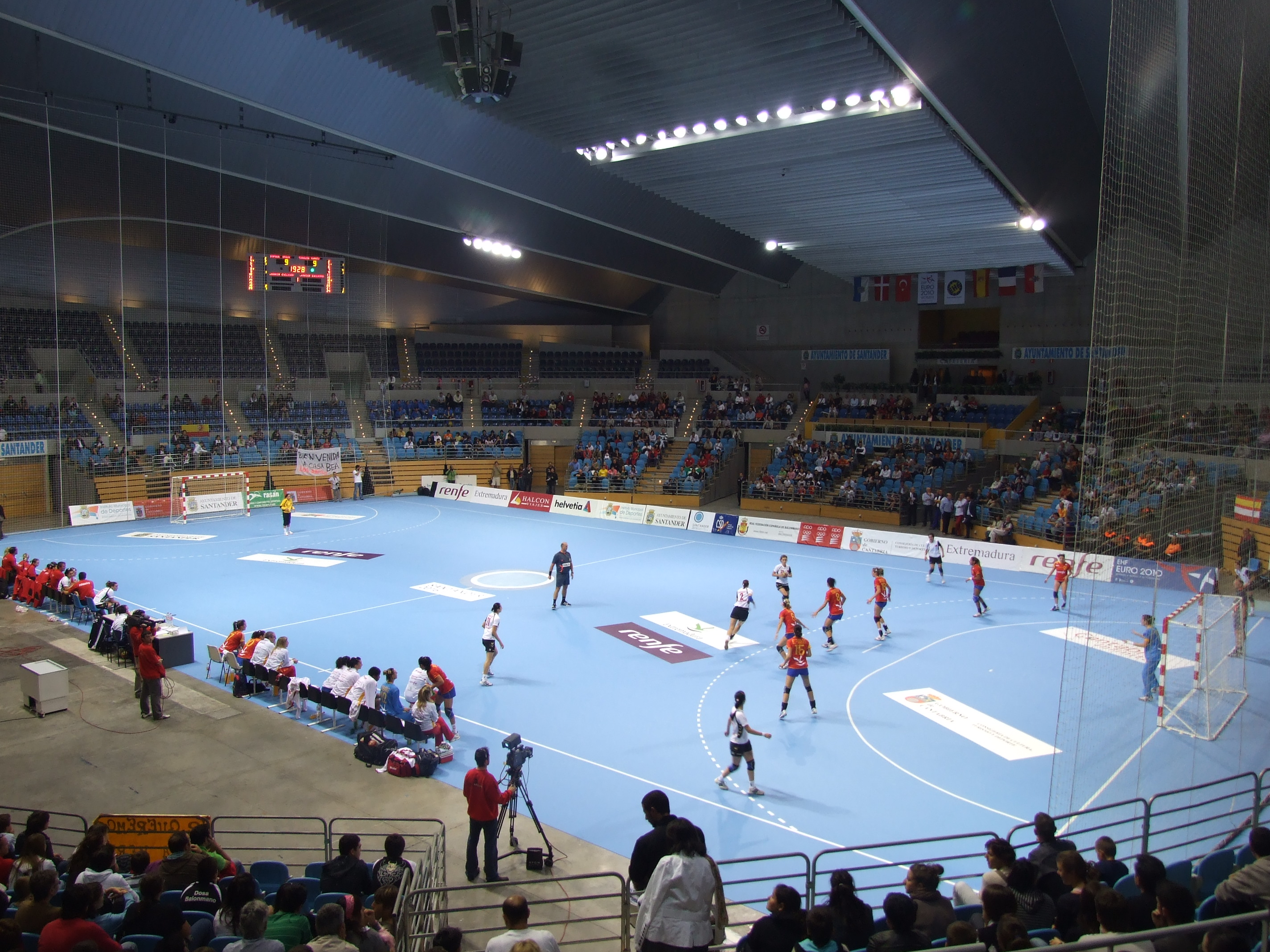
Selección española de balonmano femenino en Santander.

### Campeonatos nacionales
| Título                        | Club              | País      | Año     |
| ----------------------------- | ----------------- | --------- | ------- |
| Liga española                 | Balonmano Sagunto | España    | 2004–05 |
| Supercopa de España           | Balonmano Sagunto | España    | 2005–06 |
| Copa de la Reina de Balonmano | Balonmano Sagunto | España    | 2007–08 |
| Copa ABF                      | Balonmano Sagunto | España    | 2007–08 |
| Copa ABF                      | Balonmano Sagunto | España    | 2008–09 |
| Liga danesa de balonmano      | Randers HK        | Dinamarca | 2011–12 |

### Copas internacionales
| Título                          | Club                                      | País        | Año  |
| ------------------------------- | ----------------------------------------- | ----------- | ---- |
| Plata en el Campeonato Europeo  | Selección femenina de balonmano de España | Macedonia   | 2008 |
| Bronce en el Campeonato Mundial | Selección femenina de balonmano de España | Brasil      | 2011 |
| Bronce en los Juegos Olímpicos  | Selección femenina de balonmano de España | Reino Unido | 2012 |

### Galardones individuales
- Medalla e Insignia de Oro y Brillantes de la Federación Española de Balonmano[41]
- Medalla de Oro al mérito deportivo de la Federación de Balonmano de Cantabria[42]

## Entrenadora
Tras retirarse inició su andadura en los banquillos en Cantabria, dentro de la estructura del Handball Camargo 1974, donde dirigió al equipo cadete femenino y, posteriormente, al sénior de División de Honor Plata (2017-2019).
Su proyección la llevó a ejercer de segunda entrenadora en la Liga Guerreras Iberdrola: primero en el BM Alcobendas (temporada 2019-20) y más tarde en el KH-7 BM Granollers (2022 – enero 2023). En 2023 se incorporó al BM Morvedre para dirigir a su equipo juvenil femenino, con el que conquistó el Campeonato de España Juvenil 2025. El 29 de junio de 2025 se anunció su fichaje como entrenadora principal del Grupo USA Handbol Mislata UPV, que afronta su segunda campaña en la División de Honor Oro Femenina, con el reto de consolidar el proyecto valenciano en la élite.

### Equipos dirigidos
- 2017 – 2019:  Handball Camargo 1974 (cadete y sénior DH Plata) [43]
- 2019 – 2020:  BM Alcobendas (2.ª entrenadora, Liga Guerreras Iberdrola) [44]
- 2022 – 2023:  KH-7 BM Granollers (2.ª entrenadora, Liga Guerreras Iberdrola) [44]
- 2023 – 2025:  BM Morvedre (entrenadora juvenil) – Campeona de España Juvenil 2025 [47]
- 2025 – presente:  Grupo USA Handbol Mislata UPV (entrenadora principal, División de Honor Oro) [47]

### Logros destacados
- 1 × Campeonato de España Juvenil Femenino: 2025 (BM Morvedre) [47]